# Babyshower

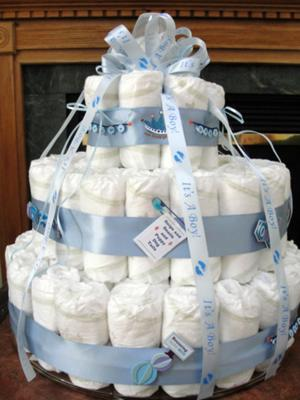
Luiertaart

De term "babyshower" wordt gebruikt in Noord-Amerika en is bedoeld als een verrassing voor de aanstaande moeder. Hier zijn dus ook verschillende thema's aan gehecht ten aanzien van hun woonsituatie, zoals: vrienden onderling die hun geliefde willen feliciteren met een feestje of vrienden die aanstaande ouders willen feliciteren met cadeautjes die ze nodig zouden hebben met de komst van hun baby of een feestje namens de aanstaande ouders om samen met hun familie en vrienden dit te vieren. 
Een goed Nederlands synoniem bestaat er nog niet voor, maar de babyshower is vergelijkbaar met het kraamfeest dat wordt gegeven als de baby al is geboren maar verder dient het een vergelijkbaar doel. Een babyshower is een feestje gericht op de moeder en een kraamfeest voor de baby.
Babyshowers werden voornamelijk gegeven ter ere van de eerstgeborene, maar ook dit is in de loop van de tijd veranderd. In Zuid-Amerika waar het fenomeen net zo populair is als in Noord-Amerika, is het heel gewoon om geld te geven, vaak ludiek verpakt in een luiertaart of zuigflesje. In Europa geeft men vaak cadeautjes van praktische aard zoals kleding, verzorgingsproducten en speelgoed. Traditioneel worden er ook babyshowerspelletjes gespeeld die worden beloond met kleine geschenken. 
Er is geen vaste regel voor wanneer een babyshower wordt gehouden, maar volgens het meest verspreide gebruik wordt het georganiseerd omstreeks het begin van het derde trimester (7de maand) van de zwangerschap, als de aanstaande moeder zich lichamelijk nog onbeperkt voelt en er nog voldoende tijd is om de babyuitzet verder aan te vullen.
In veel culturen zijn dergelijken feesten al eeuwen bekend. Onder andere in India. Normaal gesproken is het een samenkomst in het huis van de zwangere vrouw dat wordt opgesierd. Het is een traditioneel feest, waarbij de zwangere in het zonnetje wordt gezet en wordt bevestigd door een Hindu-priester in de zwangerschap, door haar familie, schoonfamilie en kennissen. De zwangere en baby krijgen goede wensen en cadeaus van hun geliefden, om aan te geven dat ze worden verwelkomd in de familie. Het is echter niet bekend of de alom bekende babyshower daar ook daadwerkelijk is ontstaan.